# Apameia am Orontes

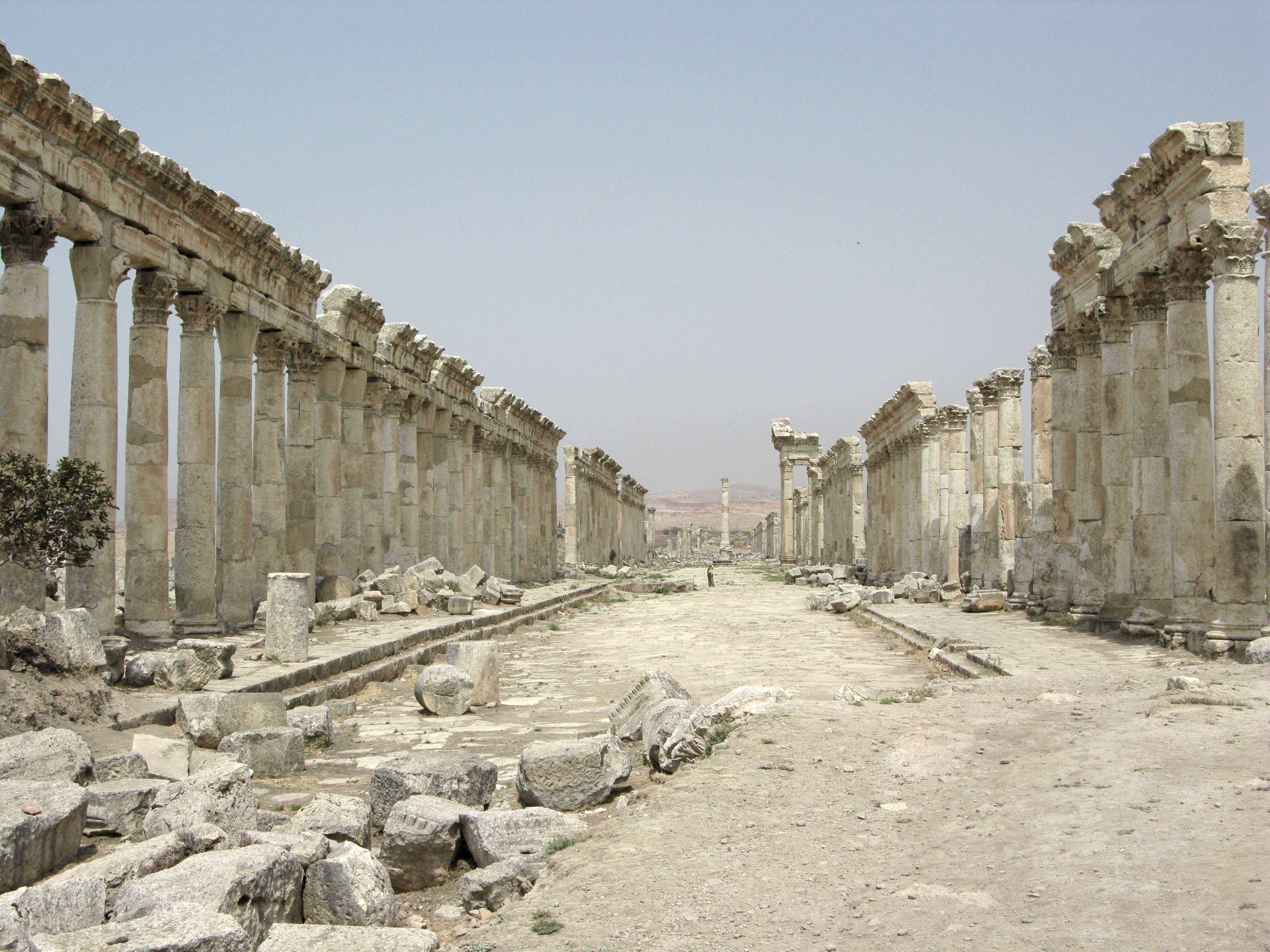
Apameia Säulenstraße (2008)

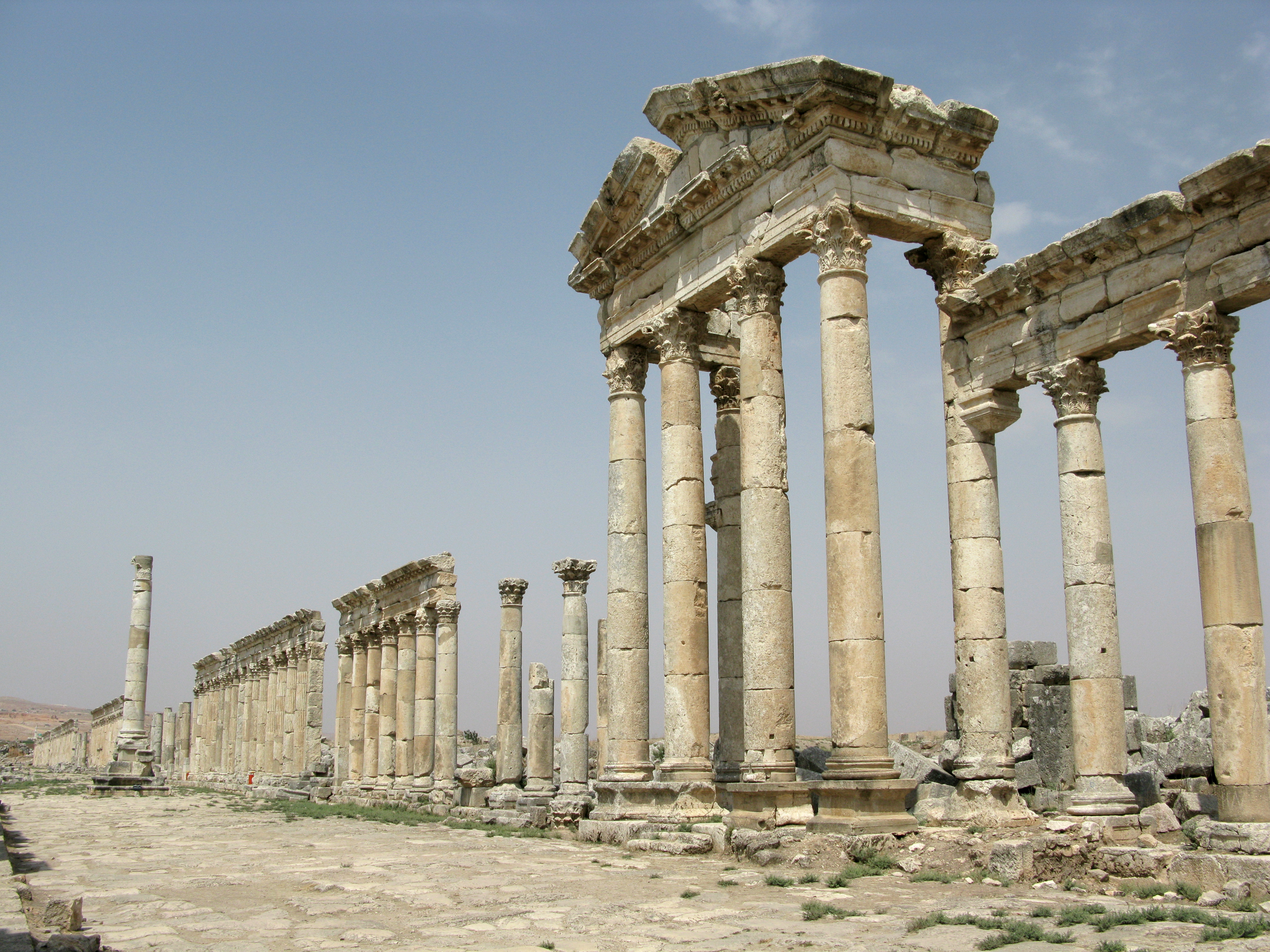
Apameia (2008)

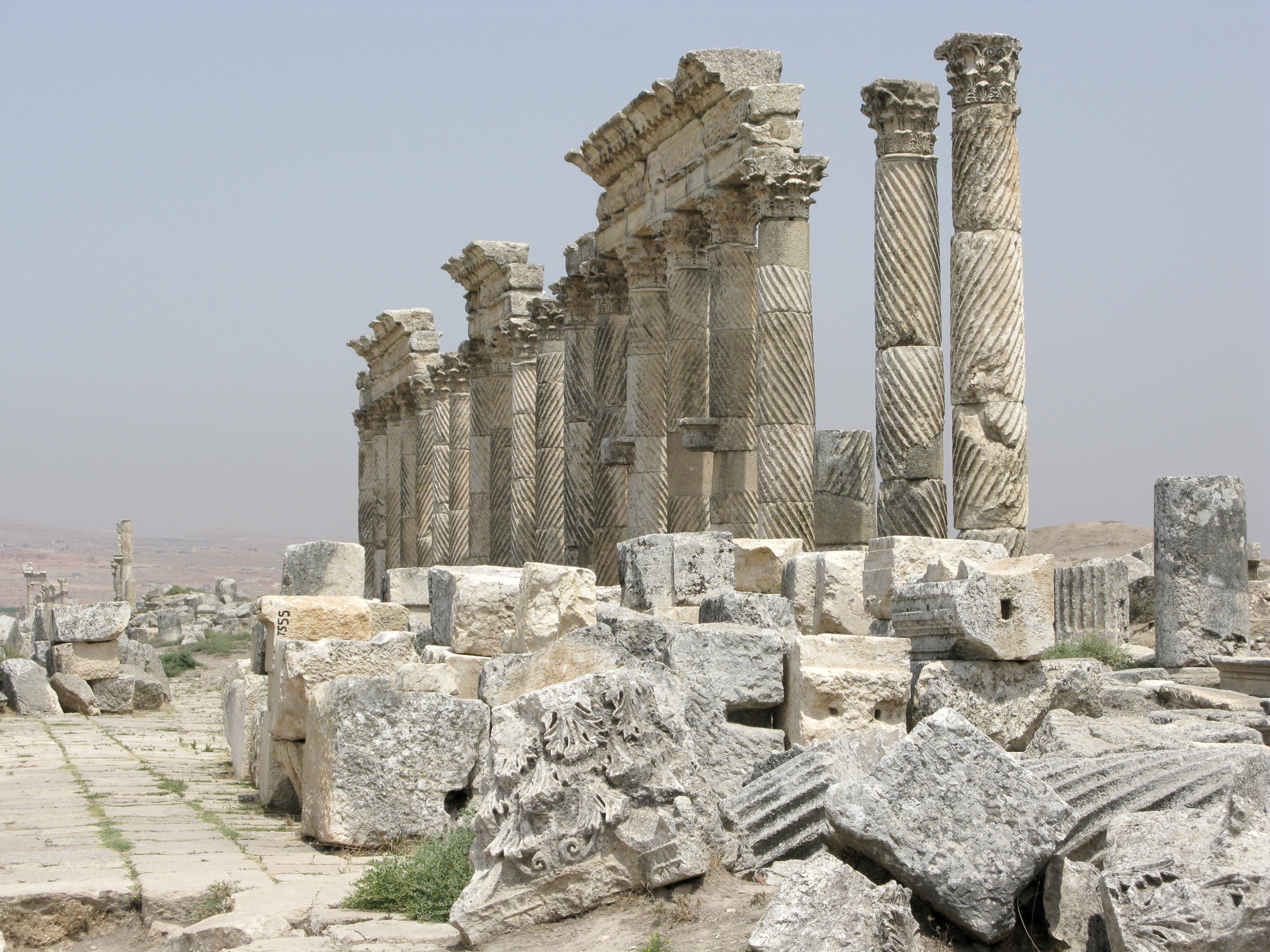
Apameia (2008)

Apameia am Orontes (Apamea, Qal’at al-Mudik, arabisch أفاميا oder آفاميا, DMG Afāmya, griechisch Απάμεια της Συρίας) ist eine antike Stätte im Norden Syriens und ist am Fluss Orontes gelegen. Es war die Hauptstadt der Landschaft Apamene, später der römischen Provinz Syria secunda.

## Geschichte
Ursprünglich hieß die Stadt Pharnakes, nach der Eroberung durch Alexander den Großen kurzzeitig Pella. Neugegründet wurde die Stadt vom ersten Seleukidenkönig Seleukos I. Nikator (312–281 v. Chr.) und nach seiner Frau Apame, einer Tochter des Spitamenes, benannt. Hier befand sich eine Münzstätte der Seleukiden. Kurz vor der Mitte des 1. Jahrhunderts v. Chr. zerstörte Pompeius die Festung, und Apameia wurde 63. v. Chr. Teil der neuen römischen Provinz Syria. Im 1. Jahrhundert n. Chr. wurde die Stadt unter dem Namen Colonia Claudia Apamea zur römischen Bürgerkolonie erhoben.
Laut der Volkszählung des syrischen Statthalters Publius Sulpicius Quirinius im Jahr 6/7 n. Chr. lebten in Apameia 117.000 freie Männer, das heißt, die Stadt hatte (nebst ihrem großen Umland) insgesamt wohl etwa eine halbe Million Einwohner und war eine der größten Städte des Orients (die Berechnung ist allerdings umstritten). In der Spätantike war sie Sitz einer berühmten Philosophenschule und verfügte über ein großes Hippodrom. Unter Kaiser Justinian wurde sie neu befestigt, nachdem sie sich im Jahr 540 kampflos den Persern unter Chosrau I. ergeben hatte, der im Circus Wagenrennen abhalten ließ. Gut siebzig Jahre später (613) fiel die Stadt für mehrere Jahre an die Perser. Schließlich wurde sie während der muslimischen Eroberung Syriens im 7. Jahrhundert (636–638) geplündert und zerstört. Lediglich die Festung blieb fortan besiedelt.

## Archäologie
Die Stadt liegt auf einem Plateau oberhalb des Orontestales und umfasst eine Fläche von mehr als 200 ha, die von einer Stadtmauer eingeschlossen wird.
Die gut erhaltene Säulenstraße aus dem 2. Jahrhundert n. Chr. ist eine der wichtigsten und am besten erhaltenen Ruinen Syriens. Die Straße war mit einer Länge von fast 1600 m und einer Breite von knapp 40 m die größte ihrer Art. Zum Stadtbild gehörten außerdem zahlreiche Tempel, ein Nymphäum, eine Palastanlage, römische Prachtvillen und mehrere Kirchenbauten. Im Westen der Stadt wurde ein Theater errichtet, das mit einem Durchmesser von 139 m das Größte in Syrien war. Der Stadtgründer Seleukos ließ auf einem nahe gelegenen Hügel außerdem eine Zitadelle errichten, die heute Qal'at al-Mudiq genannt wird. Diese wurde Anfang des 12. Jahrhunderts Sitz der Kreuzfahrer, wurde jedoch 1149 von Nur ad-Din zurückerobert.
In den Jahren 1930–38, 1947 und 1953 fanden Grabungen unter Leitung des Belgiers Franz Cumont statt, seit 1965 fanden neue Grabungen unter der Leitung von Jean-Charles Balty statt. Aus den frühen Grabungen finden sich zahlreiche Funde, besonders Mosaike, in den Musées royaux d’art et d’histoire in Brüssel.

## Zerstörungen seit 2012
Im syrischen Bürgerkrieg wurde die Säulenstraße am 15. März 2012 unter Artilleriefeuer genommen. Im Frühjahr 2013 zeigten bei GoogleEarth zugängliche Luftbilder eine starke Zerstörung der archäologischen Fundstelle durch große Raubgrabungslöcher, die gezielt angelegt wurden, um den illegalen Antikenmarkt (Antikenhehlerei) mit neuer Ware zu versorgen. Als verantwortlich hierfür gelten überwiegend schwer bewaffnete, organisierte Banden mit internationalen Kontakten.

## Römische Auxiliareinheit
In der römischen Kaiserzeit wurde die Auxiliareinheit Cohors I Apamenorum aus der Stadt Apameia und ihrer Umgebung rekrutiert.

## Persönlichkeiten
- Die Philosophen Numenios von Apamea († um 150) und Sopatros von Apameia († um 335) sowie dessen sich ebenfalls philosophisch betätigender Sohn gleichen Namens († um 370) wurden hier geboren.
- Die frühchristlichen Heiligen Antoninus von Apamea († um 310) und Marcellus von Apamea († um 390) erlitten in oder bei der Stadt ihr Martyrium.